# Tổng công ty Dược Việt Nam
Tổng Công ty Dược Việt Nam (VINAPHARM) là một Doanh nghiệp 100% vốn nhà nước trực thuộc Bộ Y tế được chuyển đổi theo Quyết định số 2335/QĐ-BYT ngày 30/6/2010 của Bộ trưởng Bộ Y tế về việc chuyển Tổng Công ty Dược Việt Nam thành công ty trách nhiệm hữu hạn một thành viên do Nhà nước làm chủ sở hữu theo hình thức Công ty mẹ - Công ty con.